# Adolf Meschendörfer
Adolf Meschendörfer (* 8. Mai 1877 in Kronstadt, Österreich-Ungarn, heute Rumänien; † 4. Juli 1963 ebenda) war ein siebenbürgisch-sächsischer Schriftsteller und wichtiger Vertreter der rumäniendeutschen Literatur.

## Leben und Werk
Adolf Meschendörfer war Vater des Malers und Graphikers Harald Meschendörfer sowie Onkel des Verlegers Hans Meschendörfer.
Zwischen 1926 und 1940 war er Rektor des traditionsreichen Honterusgymnasiums.
Durch seine schriftstellerische Tätigkeit und als Herausgeber der Zeitschrift Die Karpathen (1907–1914) hat er die siebenbürgisch-deutsche Literatur im 20. Jahrhundert entscheidend beeinflusst. Sein Roman Leonore (1908) gilt als erster moderner Roman der siebenbürgischen Literatur, sein Herbstgedicht Siebenbürgische Elegie (1927) wurde von siebenbürgischen Autoren so häufig repliziert wie kaum ein anderes deutsches Gedicht. Durch den Roman Die Stadt im Osten hat er seiner Heimatstadt die wohl schönste Liebeserklärung hinterlassen; der Roman wurde 1932 mit der silbernen Medaille der Deutschen Akademie ausgezeichnet.

## Ehrungen
Im Jahr 1937 erhielt er die Ehrendoktorwürde der Universität Breslau und wurde mit der Goethe-Medaille für Kunst und Wissenschaft ausgezeichnet.

## Werke
- Vorträge über Kultur und Kunst, 1906
- Leonore. Roman eines nach Siebenbürgen Verschlagenen, 1908 (Neuauflage: Traversion, Dietingen 2012, ISBN 978-3-906012-02-5)
- Siebenbürgische Elegie, 1927
- Gedichte, 1930
- Die Stadt im Osten, Roman, 1931
- Dramen, 1931
- Der Büffelbrunnen, Roman, 1935
- Siebenbürgen, Land des Segens, Lebenserinnerungen, Prosa, Gedichte, 1937
- Geschichten, 1947
- Als man noch die Soldaten fing, 1966
- Gedichte, Erzählungen, Dramen, Aufsätze, 1978